# Баміан (провінція)
Баміа́н (дарі بامیان Bāmiyān, пушту باميان) — провінція у самому центрі Афганістану. Населення, що переважає — хазарійці.
Основною пам'яткою провінції є Баміанські статуї Будди, які свідчать, що до поширення ісламу цей край був центром буддизму.
Також тут розташовано перший національний парк країни — Банде-Амір, відомий своїми бірюзовими озерами на схилах хребта Гіндукуш.

## Райони
- повіт Кохмард

## Населені пункти
- Дарнош
- Додар
- Кагор
- Лагкі
- Паїн-Баж
- Раві-Санг